# Pháp thân
Pháp thân (zh. 法身, sa. dharmakāya), là thể tính thật sự của Phật, đồng nghĩa với Chân như, là thể của vũ trụ. Pháp thân là thể mà Phật và chúng sinh đều có chung. Pháp thân cũng chính là Pháp (sa. dharma), là quy luật vận hành trong vũ trụ, là giáo pháp do đức Phật truyền dạy. Phật xuất hiện trên Trái Đất, với nhân trạng, với mục đích cứu độ con người. Pháp thân được xem chính là Phật pháp (sa. buddha-dharma) như Phật Thích-ca giảng dạy trong thời còn tại thế. Sau này người ta mới nói đến hai thân kia. Pháp thân được xem là thường hằng, vô tướng, nhất nguyên, là thể tính chung của các vị Phật, là dạng tồn tại thật sự của chư Phật. Pháp thân có nhiều tên gọi khác nhau, tuỳ trường hợp sử dụng. Có lúc người ta xem nó là thể tính của mọi sự, là Pháp giới (sa. dharmadhātu, dharmatā), là Chân như (sa. tathatā, bhūtatathatā), là tính Không (sa. śūnyatā), A-lại-da thức (sa. ālayavijñāna), hay xem nó như là Phật, Phật tính (sa. buddhatā), là Như Lai tạng (sa. tathāgatagarbha). Trong nhiều trường phái, người ta xem Pháp thân là thể trừu tượng không có nhân trạng, có trường phái khác lại xem Pháp thân hầu như có nhân trạng (xem kinh Nhập Lăng-già, kinh Hoa nghiêm). Đạt trí huệ siêu việt đồng nghĩa với sự trực chứng được Pháp thân.